# مری فالین
مری فالی (انگلیسی: Mary Fallin؛ زادهٔ ۹ دسامبر ۱۹۵۴) یک سیاستمدار اهل ایالات متحده آمریکا است.
فالین فرماندار کنونی ایالت اکلاهما از حزب جمهوری‌خواه ایالات متحده آمریکا است که در تاریخ ۱۰ ژانویه ۲۰۱۱ میلادی به عنوان فرماندار انتخاب شد و تا سال ۲۰۱۵ در این سمت باقی خواهد ماند.